# Rossport Five
Les Rossport Five ou Cúigear Ros Dumhach en irlandais (littéralement les cinq de Rossport) composés de James Brendan Philbin, des frères Philip et Vincent McGrath, Willie Corduff et Micheál Ó Seighin, sont cinq hommes de la région d'Erris dans le comté de Mayo en Irlande, ayant gagné une notoriété nationale pour leur résistance à l'expropriation de leurs terres par Royal Dutch Shell pour l'exploitation d'un gisement gazier et pétrolier. 

## Déroulement de l'affaire

### Emprisonnement
Ils ont été emprisonnés le 29 juin 2005 par le juge Finnegan, au tribunal de première instance d'Irlande pour outrage civil au tribunal, après avoir réfusé d'obéir à une injonction de la cour qui leur interdisait d'entraver les travaux entrepris par Shell sur leurs terres. Cette condamnation faisait suite à la plainte de Shell qui projetait de mettre en place un gazoduc à travers des propriétés privées du village de Rossport pour canaliser du gaz à haute pression provenant du gisement gazier de la Corrib au large des côtes vers une raffinerie à l'intérieur des terres. Trois des cinq hommes possèdent des terres à Rossport : Vincent McGrath et Ó Seighin ont été jugés en même temps pour avoir perturbé le travail des ouvriers. Une trentaine d'autres manifestants impliqués dans la même altercation n'ont pas été inquiétés.

### Protestations en faveur de leur libération
Après la mise sous écrous des cinq, des milliers de manifestants dans toute l'Irlande ont réclamé leur libération,,, et ont mené des actions, par exemple en occupant plusieurs stations-service de Shell et de son partenaire Statoil. Le PDG de Shell Irlande, Andy Pyle a réagi en déclarant « Le fait est qu'on est passé par tout un processus pour en arriver là, et qu'il y a cinq personnes mécontentes du résultats ». Des protestations ont été particulièrement virulentes sur les sites en chantier autour de Rossport et de Bellinaboy, pour tenter de mettre un terme aux travaux,. Un mouvement qui sera bientôt connu sous le nom de Shell to Sea. Le Teachta Dála (parlementaire) local Michael Ring, du parti Fine Gael, a déclaré que l'Irlande était maintenant une « dictature à l'intérieur d'une démocratie ». Dans une décision remarquée pour son caractère exceptionnel, l'appareil judiciaire a fait savoir aux cinq détenus qu'un juge serait disponible à toutes heures du jour et de la nuit pour ordonner leur libération immédiate, s'ils décidaient de faire amende honorable et de s'engager à ne plus entraver les employés de Shell. Aucun des cinq n'a obtempéré.

### Libération
Les cinq de Rossport ont été libérés de la prison de Cloverhill le 30 septembre 2005, après 94 jours de détention, quand Shell a finalement retiré sa plainte, à la suite d'une médiatisation intense de l'affaire.
Les cinq hommes ont par la suite continué leurs protestations. En septembre 2006, un sondage réalisé pour RTE des adultes du comté de Mayo a montré 66 % de soutien aux cinq hommes dans leur non-respect de l'injonction de la cour, contre 20 % contre.

## Rédaction d'un livre et récompense
En janvier 2007, les cinq et leurs épouses, qui ont milité à leurs côtés mais n'ont pas été emprisonnés, ont publié un ouvrage The Rossport Five, Our Story.
En avril 2007, Willie Corduff a gagné le Prix Goldman pour l'environnement d'Europe.